# Hans Bryner
Hans Robert Bryner (ur. 19 marca 1911 w Zurychu, zm. 30 maja 1988 w Mediolanie) – szwajcarski żeglarz, czterokrotny olimpijczyk.
Dwukrotnie z bratem Kurtem wystąpił na igrzyskach olimpijskich. W regatach rozegranych podczas Letnich Igrzysk Olimpijskich 1948 wystąpił na jachcie Ali-Baba II w klasie Star zajmując 15 pozycję. Cztery lata później ponownie w klasie Star zajął zaś 9 lokatę na jachcie Ali-Baba IV.
Następnie dwukrotnie na igrzyskach olimpijskich jego partnerem był Urs-Ulrich Bucher. W regatach rozegranych podczas Letnich Igrzysk Olimpijskich 1960 wystąpił na jachcie Ali-Baba VI w klasie Star zajmując 5 pozycję. Cztery lata później ponownie w klasie Star zajął zaś 9 lokatę na jachcie Ali-Baba IX.